# Думештиј Веки (Васлуј)
Думештиј Веки (рум. Dumeștii Vechi) насеље је у Румунији у округу Васлуј у општини Думешти. Oпштина се налази на надморској висини од 156 m.

## Становништво
Према подацима из 2002. године у насељу је живело 537 становника, од којих су сви румунске националности.